# Curt Laudon
Curt Charles Laudon, född 11 april 1906 i Stockholm, död 4 juli 1964 i Stockholm, var en svensk arkitekt med kontor i Stockholm.

## Liv och verk

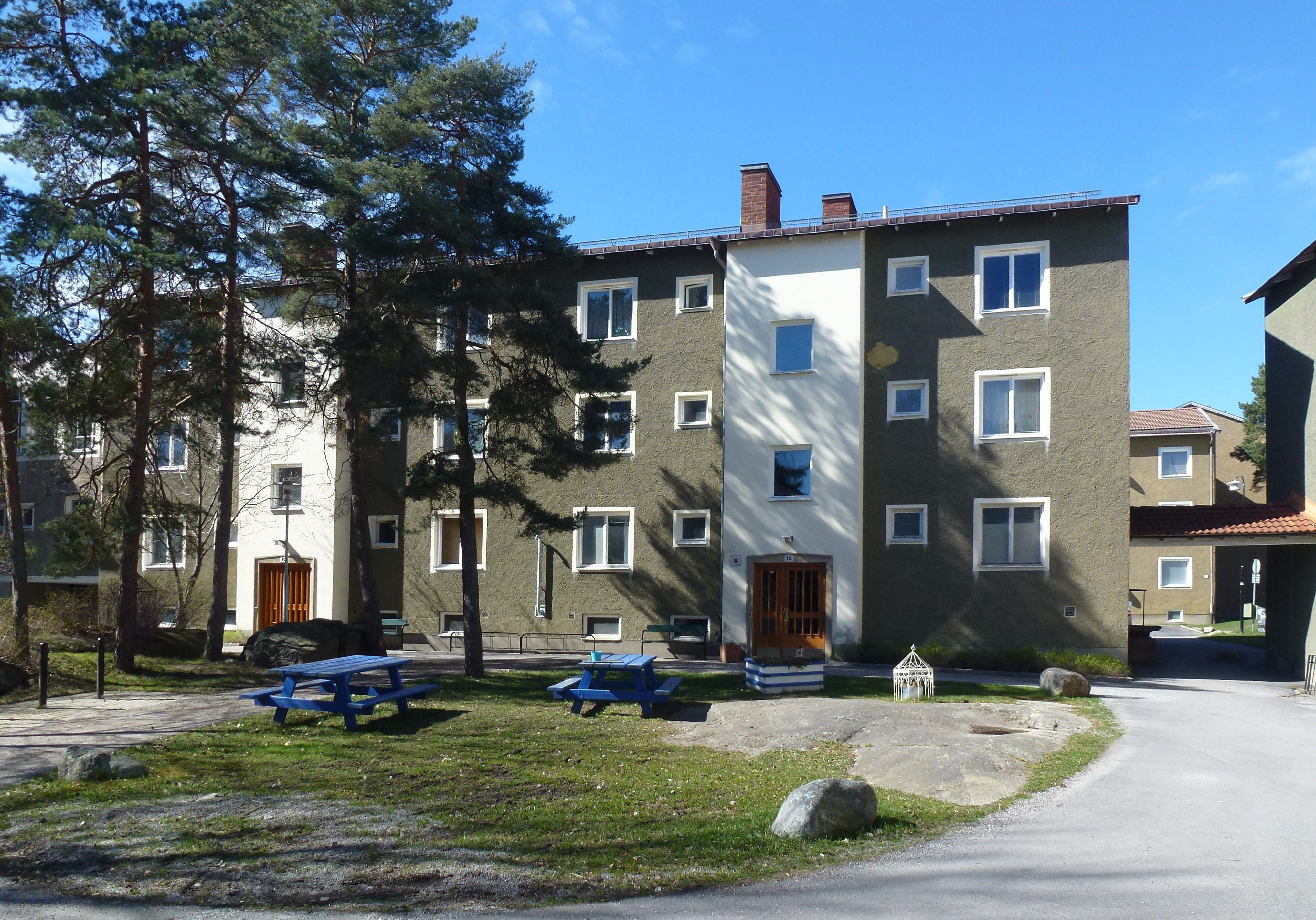
Kaj Munks väg 10-12, Bromma.

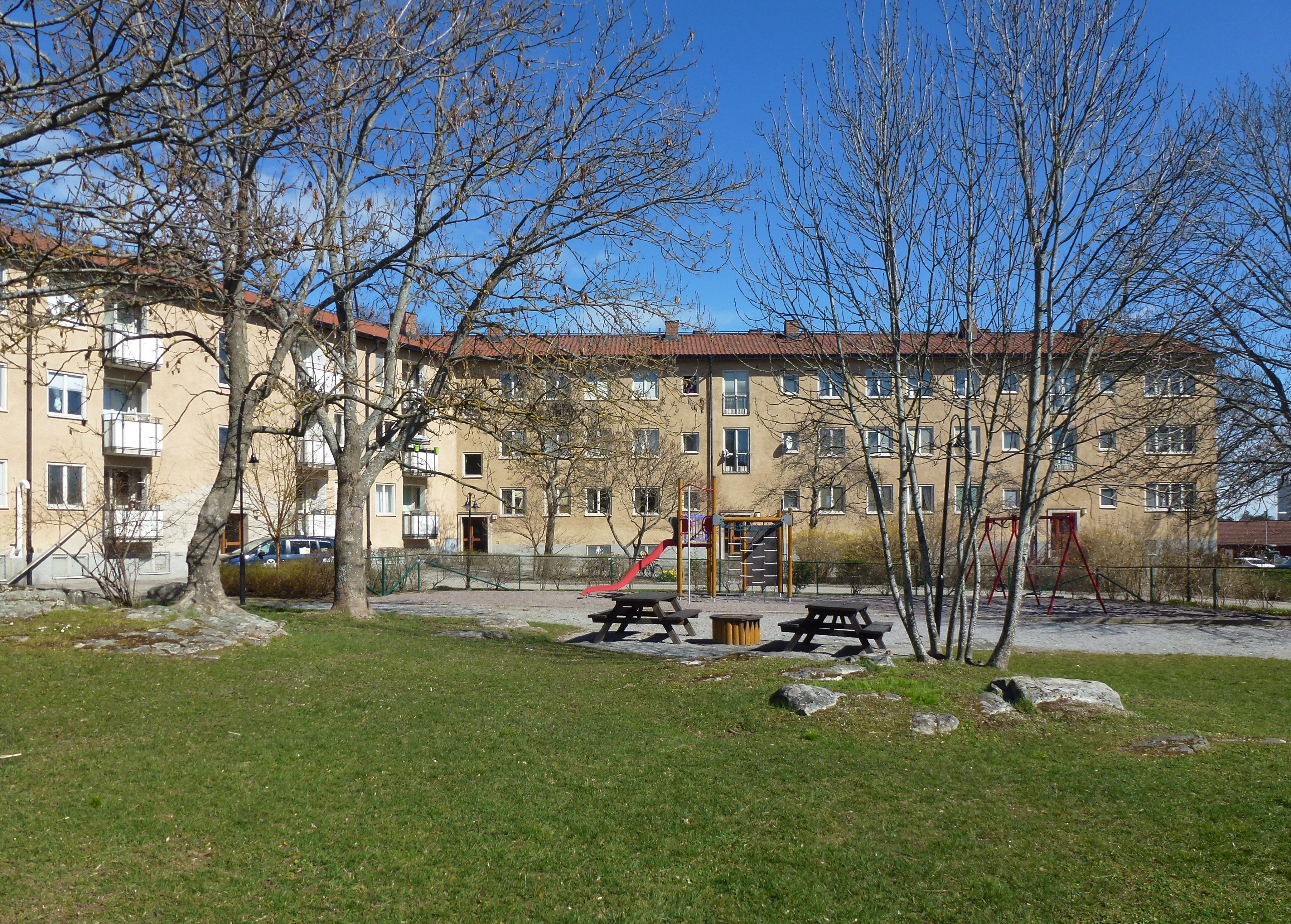
Maltesholmsvägen 12-32, Hässelby.

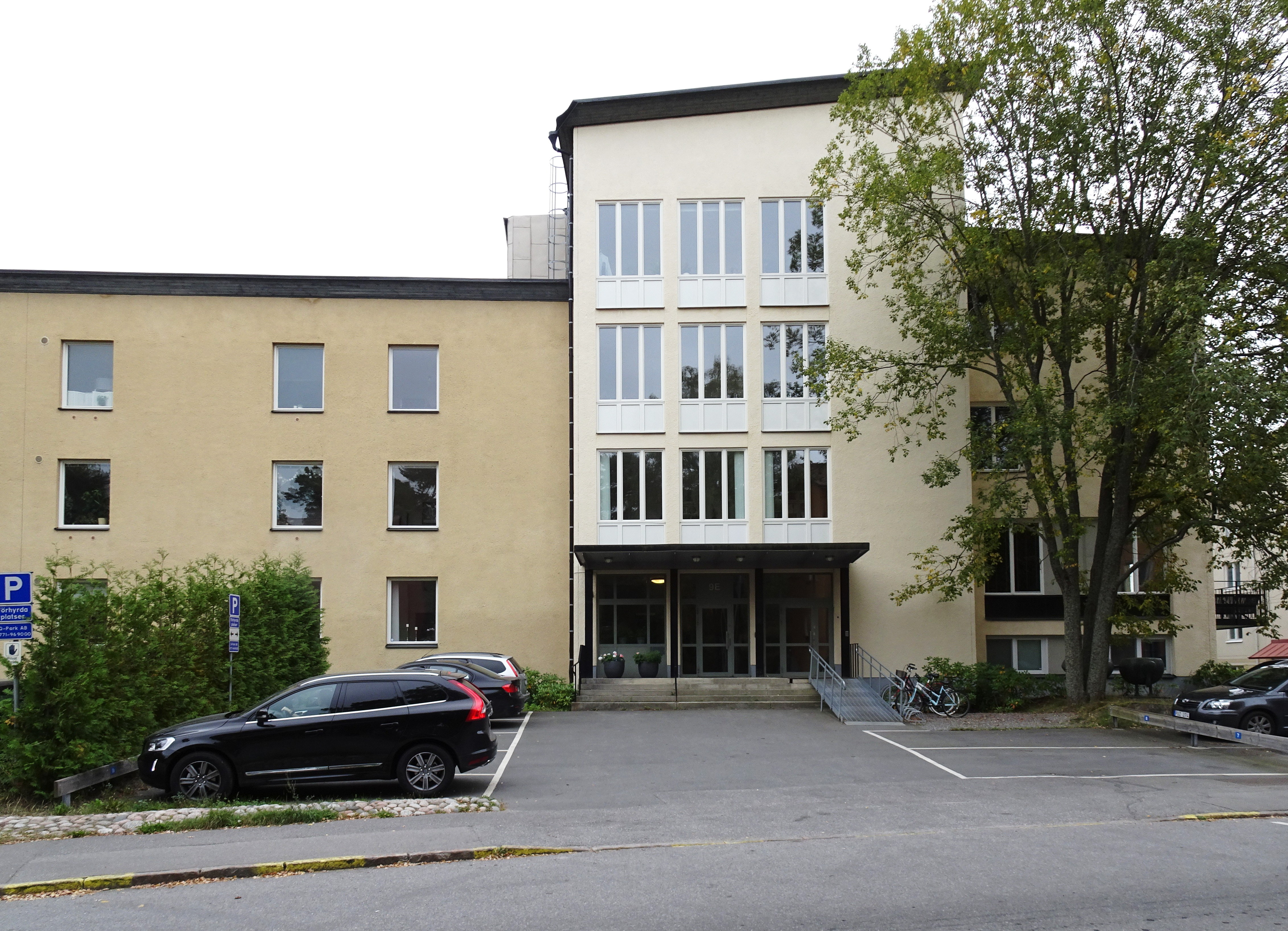
Västertorps gymnasium.

Curt Laudon fick sin arkitektutbildning vid Kungliga Tekniska Högskolan i Stockholm, mellan åren 1928-1930 och 1931-1934. Under studietiden hade han anställningar hos bland andra Gunnar Asplund (1931-1932), Hakon Ahlberg (1933-1934) och Joel Lundeqvist (1934-1935). Från 1935 var han anställd arkitekt hos Erik Lallerstedt. År 1943 startade han egen verksamhet i Stockholm.
Bland Laudons tävlingar märks:
- Folkskola i Arboga, 1:a pris.
- Skola i Arbrå, 1:a pris.
- Läroverk i Kristianstad (tillsammans med Robert Lundholm), 1:a pris (utförd).
- Flickskola i Linköping (tillsammans med Robert Lundholm), 1:a pris (utförd).
- Läroverk i Mora, 1:a pris (utförd).
- Universitetet i Frescati i Stockholm 1960 (tillsammans med Hans Fog och Bernt Sahlin), (inköp, ej utfört).
- Nytt nämndhus i Stockholm 1947 (tillsammans med Ralph Erskine och Léonie Geisendorf), 1:a pris (ej utfört).

Till Laudons utförda arbeten hör bland annat:
- Tekniskt läroverk, Karlskrona.
- Stadshus, Kristianstad.
- Folkskola, Skelleftehamn.
- Kvarteret Prästkammaren (Maltesholmsvägen 12-32), Stockholm.[2]
- Västertorps gymnasium, Stockholm.
- Västertorpshallen, Stockholm.
- Kvarteret Västgöten (Kaj Munks väg 10-12), Stockholm (tillsammans med Curt Strehlenert).[3]
- Vallentuna kommunalhus.
- Hagaskolan, Västerås 1962.